# Стецько Ярослав Семенович
Яросла́в Семе́нович Стецько́ (19 січня 1912, м. Тернопіль, Королівство Галичини та Володимирії, Австрійська імперія нині Україна — 5 липня 1986, Мюнхен, Баварія, Федеративна Республіка Німеччини) — український політичний та військовий діяч, активний діяч ОУН, один із ідеологів та провідників українського націоналізму, третій голова ОУНР, перший голова Антибільшовицького блоку народів. З 1941 р. — перший заступник провідника ОУН(б) Степана Бандери та один з найближчих його соратників. Разом з Бандерою був автором Акту відновлення Української Держави 30 червня 1941 р., після чого став головою правління відновленої Української Держави. У 1942–1944 рр. перебував у німецькому концтаборі Заксенгаузен. Після визволення керував Антибільшовицьким блоком народів, був головою Проводу ОУН(б). Чоловік Ярослави Стецько.
Відповідно до українського законодавства може бути зарахований до борців за незалежність України у ХХ сторіччі.

## Життєпис
Народився 19 січня 1912 року в місті Тернопіль у священицькій сім'ї о. Семена Стецька та його дружини Теодозії, з дому Чубатої. Був другою дитиною в родині, мав старшого брата Омеляна та молодшу сестру Оксану.
Всіх своїх дітей отець Семен називав на чиюсь честь: старшого сина Омеляна — на честь отця Омеляна Чайківського (Омелян згодом став богословом), Ярослава на честь князя Ярослава Мудрого, а донька Оксана отримала ім'я від героїні Тараса Шевченка, чиї твори її батько знав на пам'ять. Згодом отець Семен отримав парафію в селі Кам’янки (тепер Підволочиська селищна громада Тернопільська область), і родина переїхала жити на нове місце.
5 жовтня 1923 року помер батько, коли Ярославу було всього 11 років. Ярослав перебрався до Великого Глибочку, де його рідний дядько Володимир Чубатий був парохом.

### Освіта
З відзнакою закінчив Тернопільську українську гімназію і студіював у 1929–1934 рр. право й філософію у Краківському та Львівському університетах. Після випуску з гімназії читав лекції гімназистам і займався підготовкою дітей до вступу в гімназію.

### Націоналістична діяльність
Ще юнаком Ярослав включився в національно-визвольну боротьбу, ставши членом нелегальної організації «Українська націоналістична молодь» і відтак підпільних Української військової організації та Організації українських націоналістів. У 1930 році Ярослав став окружним провідником ОУН Тернопілля. Цього ж року його заарештувала польська поліція за підозрою участі в саботажних акціях, але за кілька місяців звільнила через відсутність доказів. У 1931 році Стецька призначили ідеологічним і вишкільним референтом Проводу Юнацтва ОУН ЗУЗ, паралельно редагує підпільні видання: «Бюлетень», «Юнацтво» та «Юнак». З 1932 р. Ярослав Стецько вже був членом Крайової Екзекутиви ОУН, ідеологічним референтом і редактором підпільних націоналістичних видань.
Наступного року Ярослав Стецько став ідеологічним референтом Крайової екзекутиви ОУН на ЗУЗ. Як згадують жителі Великого Глибочку, на місця для зборів молодих оунівців Стецько перетворив помешкання обох своїх дядьків, Василя та Миколи, теж членів ОУН. Колишній сусід родини Стецьків з цього приводу зазначав: «Коли на дворі настала темрява, молоді хлопці сходилися до хати Стецьків і до опівночі через віконну занавіску просвічувався тьмяний вогник, а вдосвіта, коли ще було також темно, вони розходилися, багато з них сідало на поїзд».
На таких зборах молоді націоналісти студіювали спеціалізовану літературу, під впливом якої формувалися їхні погляди. Згадуючи ті книги, Ярослав Стецько писав: «Наше виховання проходило по низці видань, чи то "Літопису Червоної Калини", чи творів Чайковського. Хочу ще підкреслити ірляндські книги – про ірляндську революцію, про визвольну боротьбу. Ми студіювали також польські книжки, читали "Підземну Росію". То, власне, був один із творів, з яких ми пізнавали революційну боротьбу – фактично, не Росії, а москалів. Ми захоплювалися Перовською, Кибальчичем, які були українцями, але, на жаль, служили неукраїнським інтересам. Вся та література була нами дуже докладно студійована. Ми були горді тим, що Перовська була українкою, що Кибальчич був українцем, хоч з їхніми ідеями ми не годилися, – ми були проти спільного фронту з москалями. Дмитра Донцова ми радо читали, не все ми схоплювали, тому що деякі його твори були – не для мене, але для інших – затяжкі. Але нас захоплювала його віра, фанатизм, його безоглядна афірмація національної ідеї та апотеоза Батьківщини. Бо нам йшлося головно про те, щоб утвердити в собі і народі віру в абсолютну правду України. А Донцов те найрадніше унаявнював у своїх творах. Донцов тим захоплював, цією своєю експресією».
За революційну діяльність та націоналістичні переконання зазнав репресій з боку польських окупантів, які в 1934 р. підвергли його тортурам (200 годин без сну в сидячому положенні) та  засудили його до 5 років ув'язнення. Востаннє був засуджений під час «Львівського процесу» 1936 р. На процесі в останньому слові заявив: «Я виконував свій обов’язок, що мені диктувала моя приналежність до української суспільности. Я визнаю, що українська держава існує. Існує потенціально в серцях українського народу. Не існує поки що реально, але існує морально і правно в душах наших. Змислом мого життя було, є і буде Україна вільна без хлопа і без пана. Я вірю в перемогу». Вироком суду Стецько отримав 5 років ув’язнення. Сестра Оксана згадувала, що «він був дуже пригнобленим, що його друзі дістали великі вироки тюрми, а він лише 5 років». Визволений у 1937 р. за загальною амністією. У січні 1938 р. засновник УВО та ОУН полковник Євген Коновалець доручив Я. Стецькові підготувати черговий Збір ОУН і у 1939 р. він бере участь у Римському конгресі ОУН.
Після загибелі Євгена Коновальця Провід ОУН очолив Андрій Мельник, який не зміг вирішити назрілі в Організації проблеми, що призвело до її розколу. Ярослав Стецько сповідуючи ідеї «молодого» крила ОУН, став на бік Степана Бандери. У лютому 1940 р. Ярослав Стецько був співініціатором створення у Кракові Революційного Проводу ОУН-Б, а на II Великому зборі ОУН-Б 1 квітня 1941 р. в Кракові Ярослава Стецька обрано заступником провідника ОУН-Б Степана Бандери. Він був одним із тих, хто безпосередньо формулював постанови ІІ Великого збору та після нього — інструкції «Боротьба й діяльність ОУН під час війни». В цей же час Стецько став автором праці «За зміст державного життя».

### Акт відновлення Української Держави та подальше ув'язнення

Ярослав Стецько та Йосиф Кладочний. Варшава, 1941.

З вибухом німецько-радянської війни 22 червня у Кракові відбулися установчі збори Українського національного комітету — позапартійного загальнонаціонального координаційного органу, до якого входило понад сто представників української еміграції в Львові. Цю подорож красномовно відтворив у книзі «Як це було 30 червня 1941 року»: «Перейшовши кордон біля Ярослава, наша група зорганізувала залишене большевиками невелике вантажне авто, обліпила його різнородною пропаґандивного антибольшевицькою “літературою”, листівками, гаслами, карикатурами, які ми мали приготовані у плині довгої і систематичної підготовки змісту нашої акції на випадок війни, і рвались вперед, щоб якнайшвидше дістатися до Львова… Правдою і “неправдою”, хитрістю і відкритістю, наявними протибольшевицькими виступами, написами на автомашині, синьо-жовтими опасками на рукавах, відважним, агресивним поступуванням ми викликали в німців, фронтових старшин і вояків впевнення, що це діється за якоюсь вищою “згодою”, коли ми так рвемося вперед – “чортові в зуби”. Вони зчаста подивляли нас, неозброєних, як ми, минаючи їх перші бойові частини, з шумом, синьо-жовтим прапором, кричучими плякатами, листівками, антибольшевицькими карикатурами, оздоблюючими автомашину, вривалися в “нічию” полосу, а то й опановану ще большевицькими військами, щоб так же нагло повернутися, а потім знову іти вперед… Ми добилися до Львова зараз після вмаршу німецьких військ». Збори надали повноваження Я. Стецьку проголосити незалежність Української держави у Львові Стецько, пробившись із групою однодумців одразу за фронтовою лінією до Львова, скликає Українські Національні Збори, які 30 червня 1941 р. проголосили Акт відновлення Української Держави й обрали Я. Стецька прем'єром Українського Державного Правління.
Нацисти швидко зажадали від Стецька відкликати Акт відновлення держави, але отримали відмову. За відмову на ультимативну вимогу Гітлера відкликати Акт відновлення Української Держави Я. Стецька 4 липня заарештували разом з Бандерою, після чого запроторили до концтабору Заксенгавзен в Берліні, де він до вересня 1944 р. перебував у бункері смерті «Целленбау» під домашнім арештом. Там тривали допити з вимогами відкликати Акт, але Стецько тримався свого. Він стверджує, що навіть написав лист, адресований Адольфу Гітлеру, в якому наголосив, що завдяки такій недалекоглядній політиці той за три років програє війну. У концтаборі здоров’я Стецька погіршало, він страждав на ревматизм, запалення суглобів, хворобу шлунка. Дійшло до того, що лікарі пророкували йому життя не більше півроку і смерть від раку шлунку. Після звільнення утік від нагляду гестапо і поселився в Мюнхен. Після визволення, утікши з-під нагляду гестапо, виїжджаючи з Праги, яку ось-ось мали захопити радянські війська, кілька оунівських автомобілів потрапили під обстріл американської авіації, Ярослав Стецько по дорозі до американської окупаційної зони був тяжко поранений, але видужав. Друзі надали пораненому Стецьку першу медичну допомогу, а потім відвезли до лікарні міста Сушіце. Там його негайно прооперували та зробили переливання крові, залишивши на лікування. Поряд поставили двох охоронців. Стан пораненого через ослаблений концтабором організм швидко погіршувався, піднялася температура, організм відмовився сприймати поживу. Всі готувалися до найгіршого, і Стецько теж, про що свідчить лист, який Роман Петренко передав побратимам Ярослава на чолі з Іваном Гриньохом: «Знаю, що скоро відійду. Прошу поховати мене поруч з Симоном Петлюрою, бо я так горів як і Він. Привітайте від мене всіх».
Проте стан пораненого за кілька днів покращився. На той час до міста прийшла американська адміністрація «Ожилий» Стецько став вимагати від керівництва лікарні переведення до американського військового центру, але американці відмовилися приймати цивільних людей у себе. З часом у шпиталі дізналися, що Стецько є відомими українським політичним діячем і заборонили йому залишати лікарню без відома. Розуміючи, що за таких обставин він не вибереться звідси і, скоріше за все, потрапить до рук СМЕРШу, написав листа до американської адміністрації з проханням допомогти українському прем’єрові, але ніхто на нього не звернув уваги. Врятували Ярослава Стецька друзі. З міста Веймара оунівці відправили до Сушіце спеціальну групу, в якій була й майбутня дружина Стецька, Ярослава Стецько (Ганна Музика). Члени групи зуміли підкупити керівництво лікарні й окремих чеських урядовців і вивезли автомобілем пораненого до Мюнхену. Тут його здоров’ям опікувався лікар Андрієвський.

### Голова Антибільшовицького блоку народів
Після Другої світової війни Ярослав Стецько мешкав у Західній Німеччині. У 1945 р. крайова конференція ОУН-Б обирає Стецька членом бюро Проводу ОУН, до якого належали ще Степан Бандера й генерал Роман Шухевич. Ярослав Стецько розгорнув на еміграції широку антикомуністичну діяльність. 16 квітня 1946 р. Ярослав Стецько очолив Антибільшовицький блок народів (АБН), президентом якого був до кінця свого життя. АБН об’єднував представників півтора десятка поневолених націй, що мали за мету знищення більшовизму і дезінтеграцію Радянського Союзу. Після війни він розгорнув широку діяльність на всесвітній антикомуністичній арені. Під проводом Ярослава АБН охопив політичними та дипломатичними ініціативами чимало країн і багато зробив для підтримки визвольної боротьби поневолених народів. Домігся створення центрів АБН у країнах Південно-Східної Азії, Африки та Латинської Америки. Обіймав керівні посади у Світовій антикомуністичній лізі та Європейській раді свободи. Найпомітнішими успіхами у міжнародній службі Ярослава Стецька справі визволення України є, між іншим, підписання домовлення з Китайською антикомуністичною лігою на Формозі про співпрацю і створення в Тайпеї місії АБН (1957–1960 рр.) і згодом — до 1971 р. — представництва АБН, активна участь у підготовці й заснуванні в 1970 р. в Токіо «Світової антикомуністичної ліги», в якій Я. Стецько був постійним членом екзекутиви; з ініціативи Я. Стецька постала також Європейська рада свободи, яка обрала його довічним членом почесної президії ЄРС. У 1968 році Ярослава Стецька обрано головою Проводу революційної ОУН-Б, яку очолював до кінця свого життя.

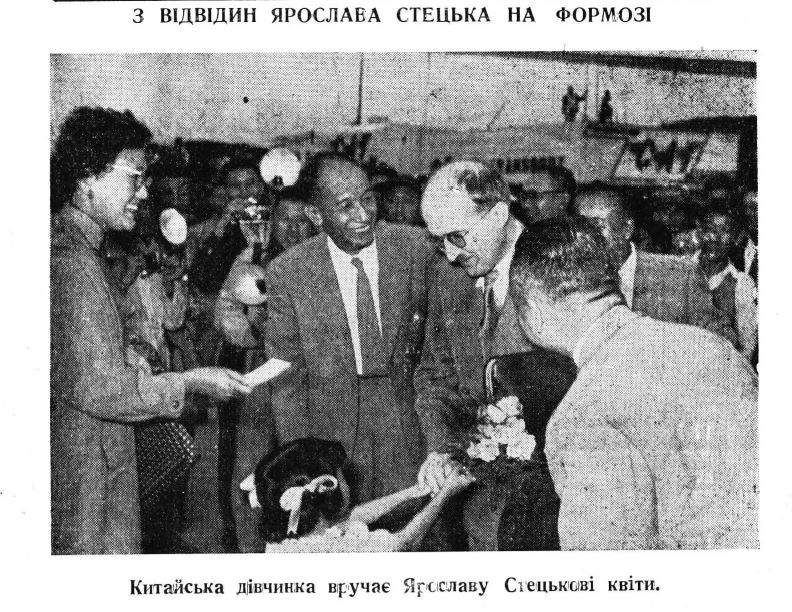
Голова проводу ОУН (б) Ярослав Стецько в Тайвані. 1950-ті роки.

Згадуючи його діяльність в перші повоєнні роки, член Проводу ОУН(б) і член АБН Микола Климишин писав: «Я тісно співпрацював зі Стецьком як член АБН. За допомогою зв’язків купив для нього за організаційні кошти авто «Опель Кадет», і, маючи при собі водія, Ярослав ним користувався. Авто було зареєстроване на моє ім’я, бо Стецько мусив часто змінювати прізвище з уваги на безпеку. Згодом я довідався, що Стецькові допомагає в його діяльності зв’язкова Муха (пані Слава). Вона вступила до університету й вивчала англійську та іспанські мови, знання яких полегшувало роботу з представниками різних народів… Слава була “правою рукою” Ярослава Стецька. Від 1950 р. Я.Стецько як голова АБН багато подорожував. Він відвідав Китай, В’єтнам, Австралію, Таїланд, Сінгапур, Туреччину, країни Західної Європи, Канаду, Мексику, США. У Тайпеї (Тайвань) в 1967 р. Стецько був гостем президента Чан-Кай-Ші, домовився про співпрацю АБН із Антикомуністичною Лігою Народів Азії».
Українська делегація на чолі з Ярославом Стецьком 1958 року брала участь у створенні Світової Антикомуністичної Ліги (Мехіко), але офіційно Україна до цієї організації вступила лише 1967 року. Причиною стала незгода Я.Стецька з певними положеннями організації. Він вимагав, щоби Ліга була не лише «антикомуністичною», але й виступала проти російського імперіалізму, а також, щоб Україна була представлена в організації на рівні з іншими делегаціями. Щойно вимоги президента АБН були враховані, Україна стала членом Ліги.
Ярослав Стецько наполягав на необхідності об’єднання зусиль США і Західної Європи задля успішного протистояння Радянському Союзові. Написав низку ідейно-теоретичних праць (“Українська визвольна концепція”, “Міжнародне становище і українська справа”, “Бунт проти матеріалізму”, “Сила – головний аргумент проти Росії”).
У часи «холодної війни» Ярослав Стецько був харизматичною особистістю, яку поважали лідери багатьох країн. Якось уже в роки незалежності на конференції в Києві, присвяченій постаті Стецька, його дружина Слава навела список політичних лідерів, яких особисто знав і з якими спілкувався її чоловік. У тому солідному переліку були названі: Рональд Рейган і Річард Ніксон (президенти США), Джордж Буш (ще в ролі віце-президента США), Фердинад Маркос (президент Філіппін), Сіґ Ман Рі (президент Південної Кореї), Франсіско Франко (каудильйо Іспанії), Чан-Кайші (президент Китайської Республіки, Тайвань), Шарль де Ґоль (президент Франції), Конрад Аденауер (канцлер ФРН), Джон Ґордон (прем’єр Австралії), Джуліо Андреотті (прем’єр Італії) та багато інших.
Маючи такі зв’язки, він використовував їх не лише для досягнення своїх політичних цілей, а й допомагав, наскільки можливо, представникам інших поневолених народів контактувати з представниками урядів США чи Великої Британії. Якось Стецько пожартував: «Я чуюся як великий маклер – сам не маю держави, а допомагаю пов’язати з американським чи британським урядом. І як мені це вдається?».
Вінцем багаторічної діяльності Ярослава Стецька стала організована у листопаді 1985 року в Лондоні спільна конференція АБН і Європейської ради свободи (створеної з ініціативи Стецька 1967 року). Участь у ній взяли  287 делегатів із 13 країн світу.

### Особисте життя
У побуті Ярослав Стецько був скромним, оптимістичним, справедливим, стриманим, впертим. Умів швидко прихиляти до себе співрозмовників, добре знався на красномовстві. Знав польську, латину, грецьку, німецьку, англійську, італійську мови. Дуже любив читати. У харчуванні не був вибагливим.
Не любив конфліктувати, а всі суперечки намагався вирішувати мирно, через що ще в гімназійні роки отримав прізвисько «Адвокат». Був витривалим і не боявся труднощів. Перебуваючи у польській в’язниці напередодні «Львівського процесу», на допитах жодного разу нічого не сказав слідчим про свою належність до ОУН, навіть під тортурами. Відомо, що зумів витримати у в’язниці понад 200 годин без сну, сидячи на табуреті.
Товариш Омелян Кривий згадував: «Ярослав за характером був стриманий, умів по-інтелігентному жартувати. Головне, що ми любили слухати його розповіді з історії України, а також новини з газет, бо ми своїх не виписували».
Інтелігентний гумор не раз ставав Стецькові у пригоді. Якось у Нью-Йорку його запитали, як він витримує надто важкі перельоти. Він, сміючись, розповів історію, яка стала вже легендарною між істориками: «В одному аеропорті мою особу контролювали чотири рази, і кожного разу електронний пристрій сигналізував присутність металу при мені. Здивованим контролерам я врешті сказав, що в мене, крім залізної волі, нічого металевого нема… Контролер усміхнувся і пропустив мене до літака».
Дружина Слава Стецько згадувала, що коли вперше побачила Ярослава, відразу відчула, що це саме той чоловік, про якого мріяла. Уже згодом завжди говорила журналістам: «Нас Бог спарував, так мало бути». Романтичні стосунки між ними виникли після викрадення українськими націоналістами Стецька із чеського шпиталю. Анна Музика була однією з тих викрадачів. У 1946 році вони одружилися. Ганна взяла прізвище чоловіка, ще й змінила своє ім’я на Славу, бо так лагідно називав її Стецько.
Власних дітей подружжя не мало. У розмовах із журналістами пані Слава, коли заходила мова про чоловіка, завжди підкреслювала, що Ярослав Стецько залишався для неї завжди першим і єдиним коханням.
У подружньому житті пара була дуже щасливою, хоч не мали власного помешкання і постійно змушені було переїздити з місця на місце. Дружина скрізь супроводжувала свого чоловіка, підтримувала, спонукала до роботи. Подружжя рідко сварилося; пані Слава казала: «Ми завжди намагалися зрозуміти один одного».

### Подальші хвороби та смерть
Бідне дитинство, підпільна робота, польські ув'язнення та німецькій концтабір значно підірвали його здоров'я. Від дитинства він слабував на запалення суглобів —  за однією з версій, отримав цю хворобу, коли, повертаючись із гімназії, ніби загубив чоботи у сніговій кучугурі. За іншою, це було наслідком життя у холодній і вогкій тернопільській квартирі.
Ув'язнення в польській в'язниці призвели до запалення сітківки ока, і він ледь не втратив зір. На щастя, хворобу вдалося зупинити, але не вилікувати до кінця, і вона спорадично нагадувала про себе.
Перебуваючи під слідством напередодні «Львівського процесу», Ярослав Стецько сильно підірвав органи травлення. Після цього, лікарі пророкували йому смерть від раку шлунку або дванадцятиперстної кишки. Можливо, це була помста польських слідчих, яких Ярослав відкрито звинуватив на «Львівському процесі» у тортурах і негідному поводженні під час слідства. Адже проблеми почалися після звинувачень слідчих. Потрапивши до в'язниці, вже наступного дня він не зміг прибути на судове засідання через загадкове отруєння. Сестра згадувала, що через це навіть на деякий час зупинили судові засідання. Думали, що він не виживе. Після цього випадку проблеми зі шлунком переслідували Стецька все життя.
Аскетичний і неспокійний спосіб життя та постійні переїзди, які утруднювали нормальне та збалансоване харчування, теж не сприяли збереженню здоров'я. Ярослав Стецько тижнями й місяцями перебував на різних континентах, беручи участь у конференціях, нарадах, зустрічах і розмовах із світовими лідерами. Звичайно, таке життя вичерпувало сили й енергію і так не дуже здорового політика. Не допомагали ні постійні дієти, ні ліки. Підступна недуга, колись передбачена лікарями, потроху робила свою чорну справу, не даючись взнаки. Нічого не підозрюючи, Ярослав Стецько активно працював, а коли наприкінці березня 1986 року почали допікати страшні болі в шлунку, звернувся до лікарів. Але було вже запізно — рак надто розвинувся, не допомогла навіть операція.
Перебуваючи в лікарні Мюнхена, Ярослав Стецько до останнього не міг уявити, що смертельно хворий, сподівався вийти з лікарні та продовжити свою політичну діяльність. Найвиснажливішими для нього були останні дні червня 1986 року. Хвороба прогресувала, тіло змарніло, очі запали, руки й ноги схудли, організм так виснажився, що хворий ледь тримався на ногах. Але він не припиняв робочих зустрічей.

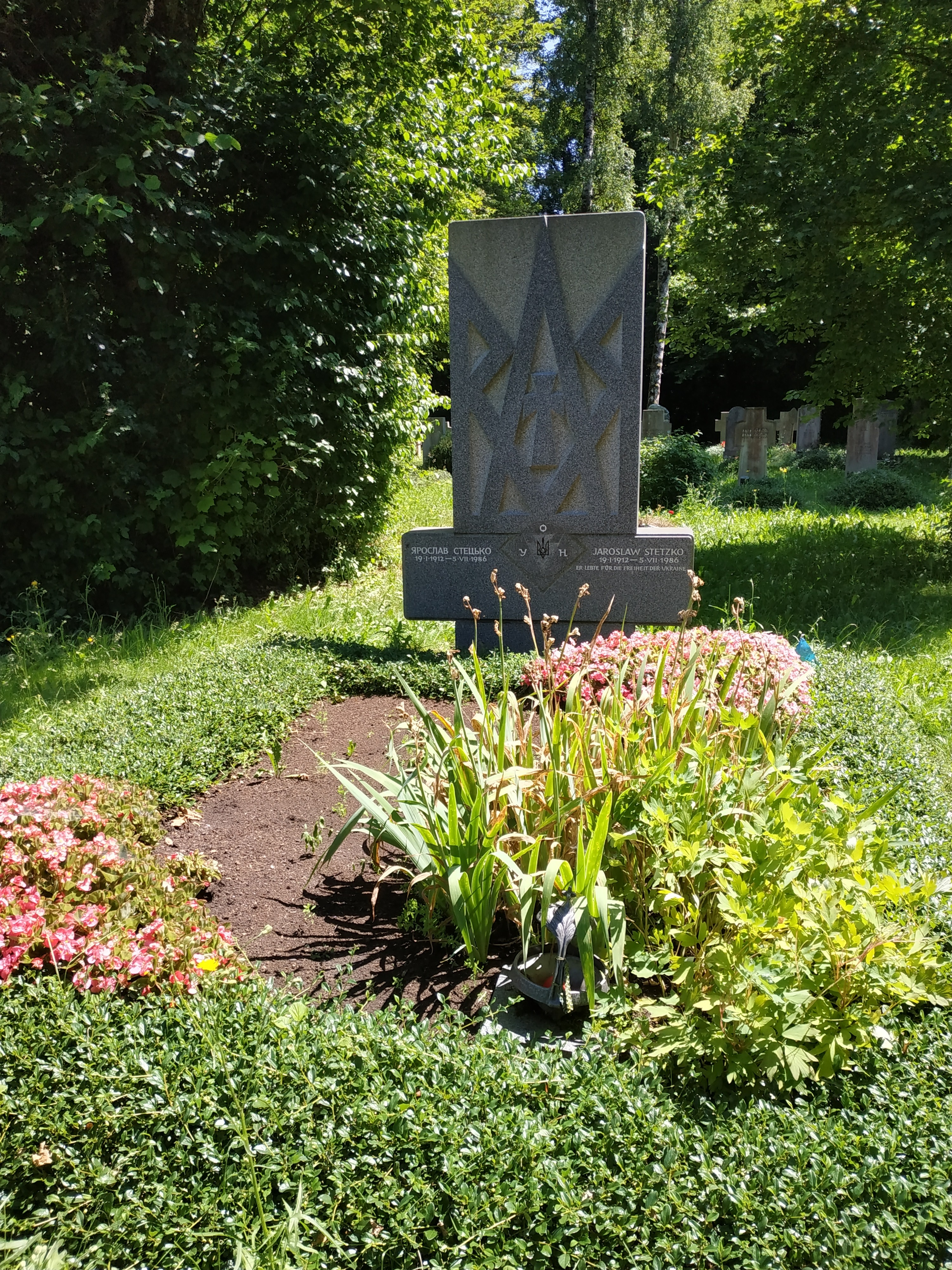
Могила Я. Стецька сектор 421-III.

Помер 5 липня 1986 року в Мюнхені. Похорон відбувся 12 липня на цвинтарі Вальдфрідгоф. Попрощатися з покійним прийшли понад 1200 людей із різних країн світу. Могила знаходиться в секторі 421-III (48°05′58″ пн. ш. 11°29′27″ сх. д. / 48.099401° пн. ш. 11.490916° сх. д.). Автор надгробного пам'ятника — скульптор Аріадна Стебельська.

## Провокації КДБ
КДБ постійно намагалося скомпрометувати український визвольний рух та позбавитися від його керівників. В інформаційному повідомленні КДБ УРСР на ім'я ЦК Компартії України від 7 жовтня 1969 року зазначалося: «Починаючи з 1966 року КГБ України проведено ряд заходів, в результаті яких чільник ЗЧ ОУН Стецько був викритий перед широкими колами єврейської громадськості як один із головних винуватців участі оунівців в акціях геноциду, проведених гітлерівцями. Від імені осіб єврейської національності, що мешкають у ФРН, обурених Стецьком, нами єврейською (іврит та ідиш) та англійською мовами підготовлено листівку, що закликає помститися Стецькові за тисячі невинних жертв геноциду». Емоційний, сповнений патріотичного пафосу заклик мав за мету штовхнути когось із євреїв на вбивство Ярослава Стецька
Історик Тарас Гунчак зазначає, що «у листівці використовувався фрагменту „життєпису“ Стецька, машинописний текст, відредагований вручну. В 1970 році повний текст „життєпису“ раптом був виявлений у архіві радянським функціонером Віталієм Чередніченком, після чого його почали активно використовувати прорадянські налаштовані діячі типу Майкла Ганнусяка задля боротьби проти українських націоналістів. Зрештою, є докази, що свого часу органи радянської держбезпеки „дописували“ навіть спогади діячів українського підпілля та організовували їх видання на заході. Усе це породжує сумніви у автентичності документа»

## Нагороди
- Згідно з Постановою УГВР від 20.10.1951 р. і Наказом Головного військового штабу УПА ч. 2/51 від 20.104951 р., голова антибільшовицького блоку народів Ярослав Стецько нагороджений Золотим хрестом заслуги УПА.
- 9.02.2018 р. від імені Координаційної ради з вшанування пам'яті нагороджених Лицарів ОУН і УПА у м. Київ Золотий хрест заслуги УПА (№ 018) переданий Олегу Романишину, племіннику Ярослава Стецька.

## Вшанування пам'яті
Вулиця Ярослава Стецька у Бучі, Городку, Городенці, Львові, Луцьку, Первомайську, Самборі, Стрию, Тернополі, Хмельницькому.
У місті Первомайськ Миколаївської області вулицю Миколи Бурденка перейменували на вулицю Ярослава Стецька.
У місті Дніпро вулицю Бардіна перейменували на вулицю Ярослава Стецька.

### Пам'ятники
- у Тернополі — бронзове погруддя на гранітному постаменті, розташований біля Тернопільського драмтеатру (кінець бульвару Шевченка, колись на цьому місці знаходилася статуя Святої Теклі[12])
- у Стрию — бронзове погруддя на високому гранітному постаменті
- у Кам'янках — бронзове погруддя на високому постаменті
- у Великому Глибочку — бронзова статуя на гранітному постаменті
- у Волі-Задеревацькій — бронзовий барельєф.[13]
- Меморіальна дошка Ярославу Стецьку, Цеппелінштрасе в Мюнхені. Встановлена в 2008 році.
- На честь нього названо 48 курінь УПЮ імені Ярослава Стецька.
- 16 квітня 2007 року Президент України Віктор Ющенко видав указ, згідно з яким повинні бути встановлені пам'ятні дати, названі вулиці, має бути вирішене питання щодо створення в Києві музею родини Стецьків[14].

## Світлини

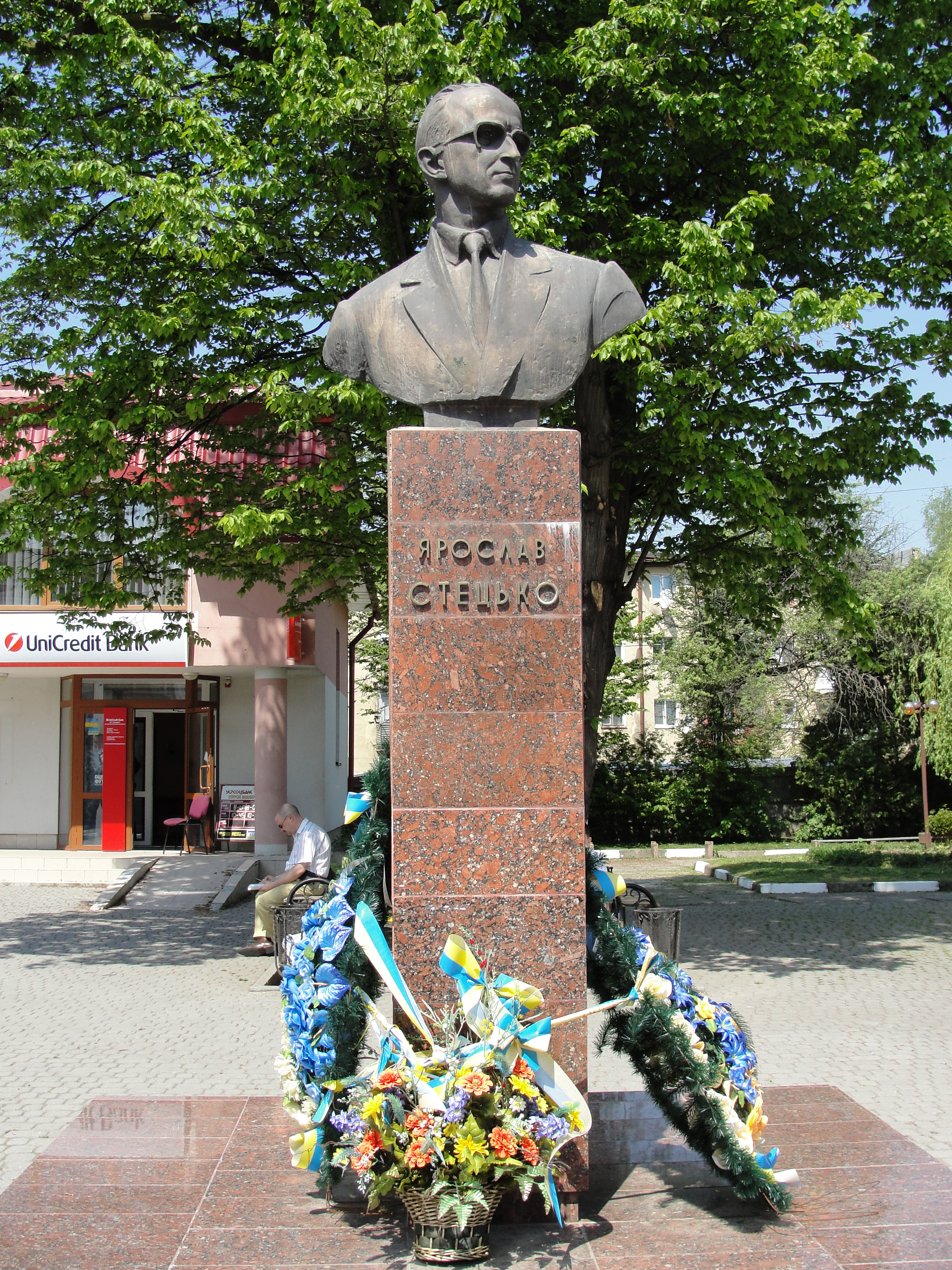
Погруддя Ярослава Стецька в м.Стрий
Пам'ятник Ярославові Стецьку у с. Великий Глибочок
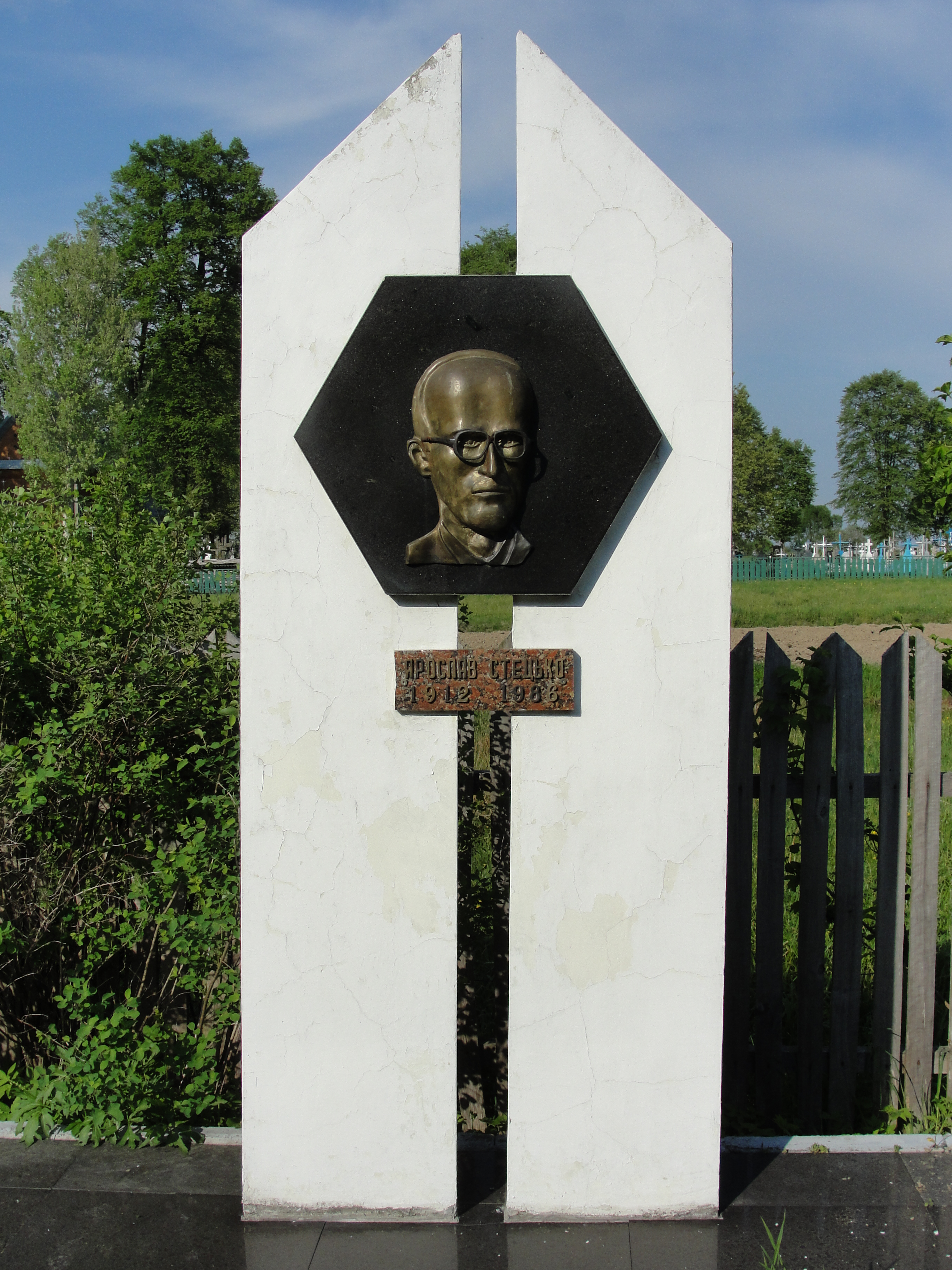
Бронзовий барельєф Ярослава Стецька у с.Воля-Задеревацька
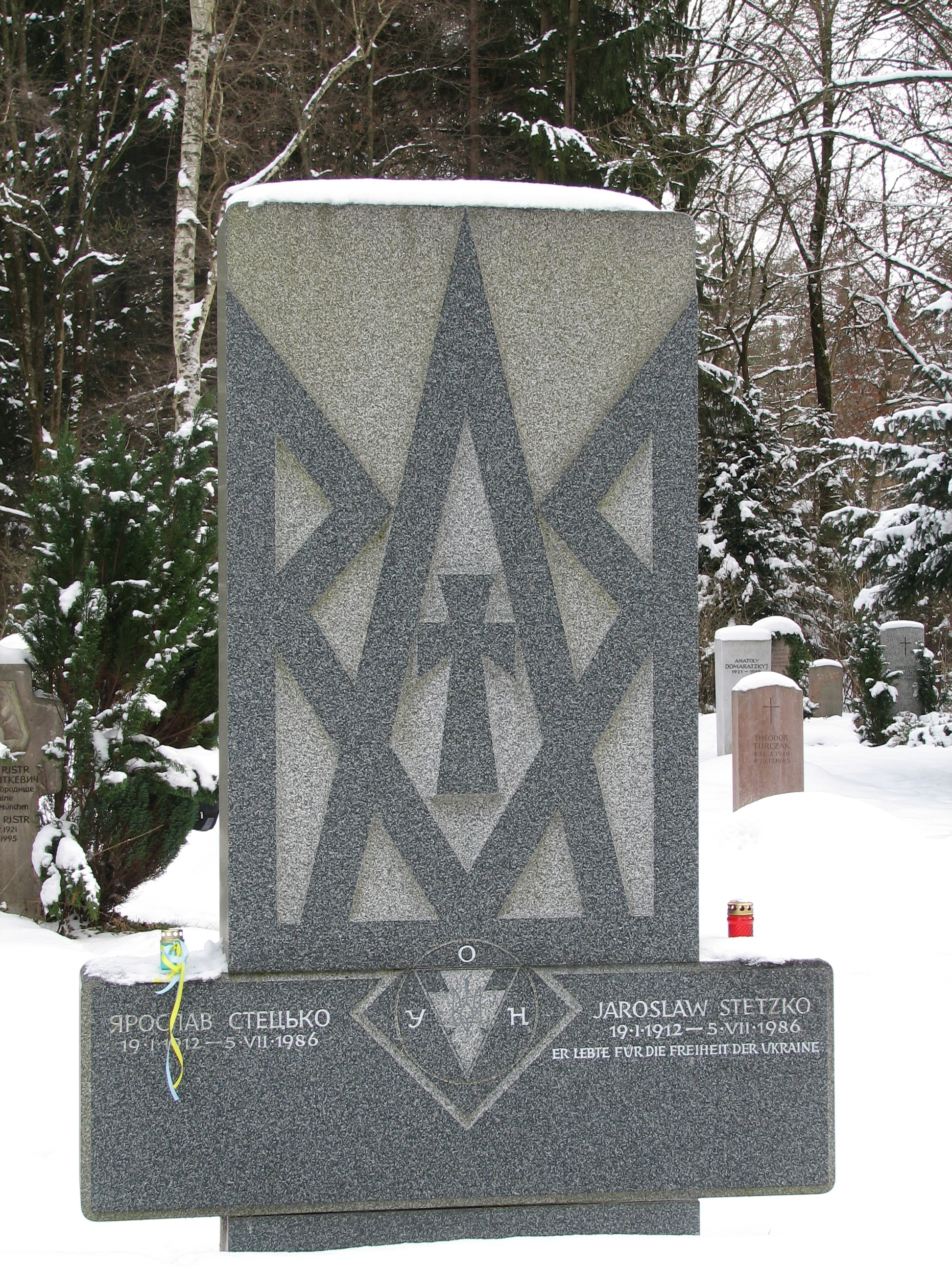
Могила Ярослава Стецька на цвинтарі Вальдфрідгоф
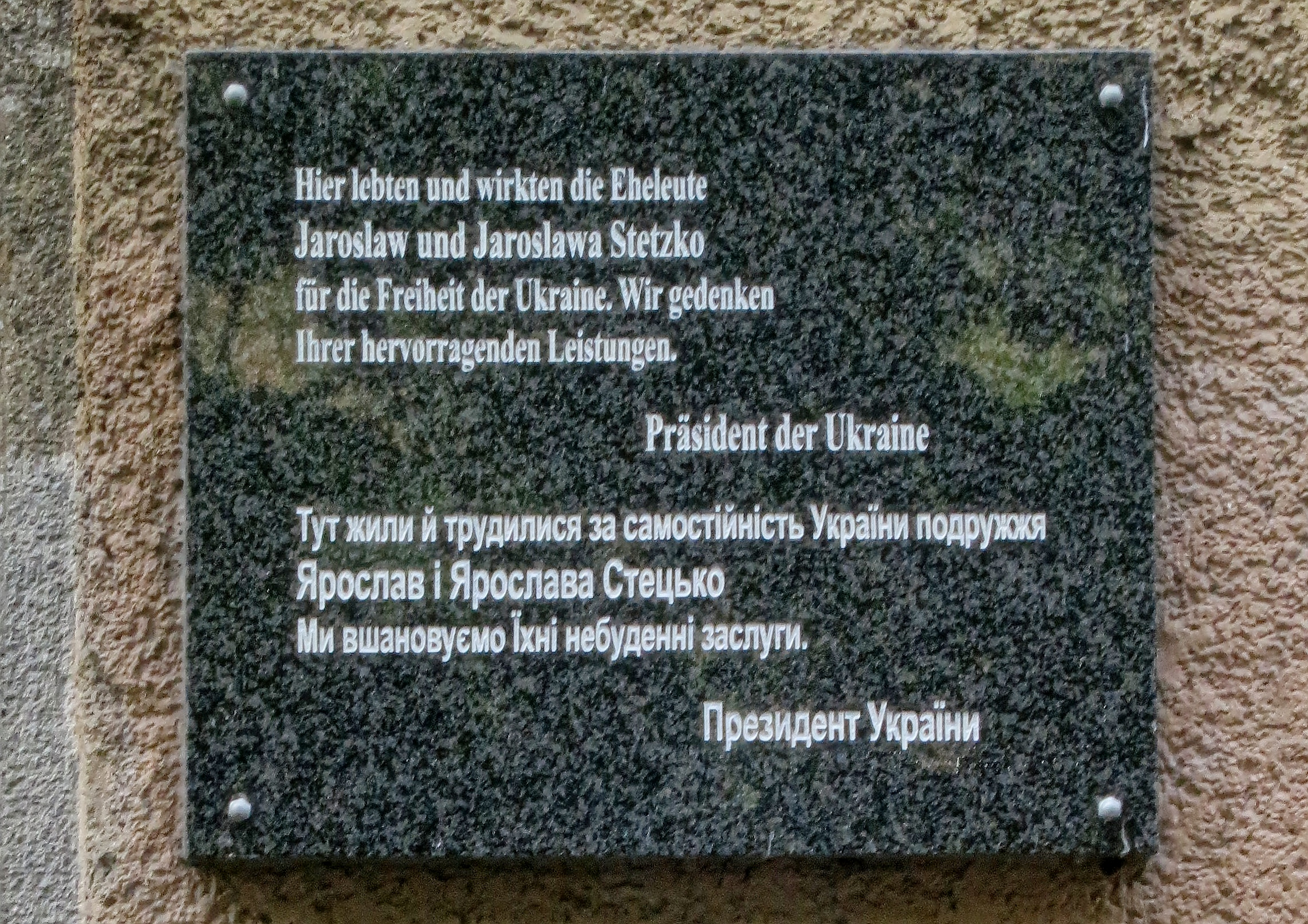
Меморіальна дошка Ярославу Стецьку та його дружині, Цеппелінштрасе в Мюнхені

## Ідеї
Ярослав Стецько залишив нам велику ідейно-теоретичну спадщину, котра і сьогодні залишається актуальною. Основні його праці опубліковані в двотомнику «Українська визвольна концепція», також є надзвичайно цінна його праця «30 червня 1941 року».
Не можна не погодитися з думкою відомого письменника і громадського діяча Сергія Плачинди, котрий писав: 
| «Не може не вражати глибина аналізу явищ, подій та історичної долі українства, синтетичність думок, я б сказав — узагальнюючий геній Ярослава Стецька, а головне — підпорядкованість усіх своїх діянь і суджень, роздумів і теоретичних осягнень одній ідеї — ідеї побудови Української Соборної Самостійної Незалежної Держави. Цій ідеї Ярослав Стецько віддав усе своє подвижницьке життя непохитного борця-націоналіста, мужньої людини, великого українця. А однією з найбільших заслуг Ярослава Стецька перед українським народом, українською історією є його проект націоналістичної, державницької і політичної доктрини побудови Української Держави. Це те вчення — суто Стецькове вчення! — яке годилося б узяти як дороговказ чи керівництво до дії Президентові України і урядові з перших днів незалежності. І якщо цього не зроблено, то це лише на шкоду Україні». |
Серед основних постулатів націоналістичного вчення Ярослава Стецька варто відзначити:
1. Найвищою цінністю для українського націоналіста є ідея нації, інтерес нації. Безкомпромісна боротьба та жертовна праця задля добра і величі рідного народу є обов'язком кожного українця.
2. Передумовою збереження і розвитку всіх духовних і фізичних сил української нації, запорукою миру та стабільності в регіоні є Українська Самостійна Соборна Держава, а принципом міжнародного співжиття — принцип національних держав на своїх етнічних теренах.
3. Пробудити націю, консолідувати і мобілізувати її мусить національна еліта, тобто найкращі з усіх соціальних прошарків народу.
4. Без національного визволення немає визволення соціального і особистої свободи. Національна революція має бути водночас і соціальною революцією.
5. В боротьбі за свободу опертя можливе лише на власні сили.
6. Україна має стати в авангарді боротьби за свободу народів і людини.